# Oosterdok

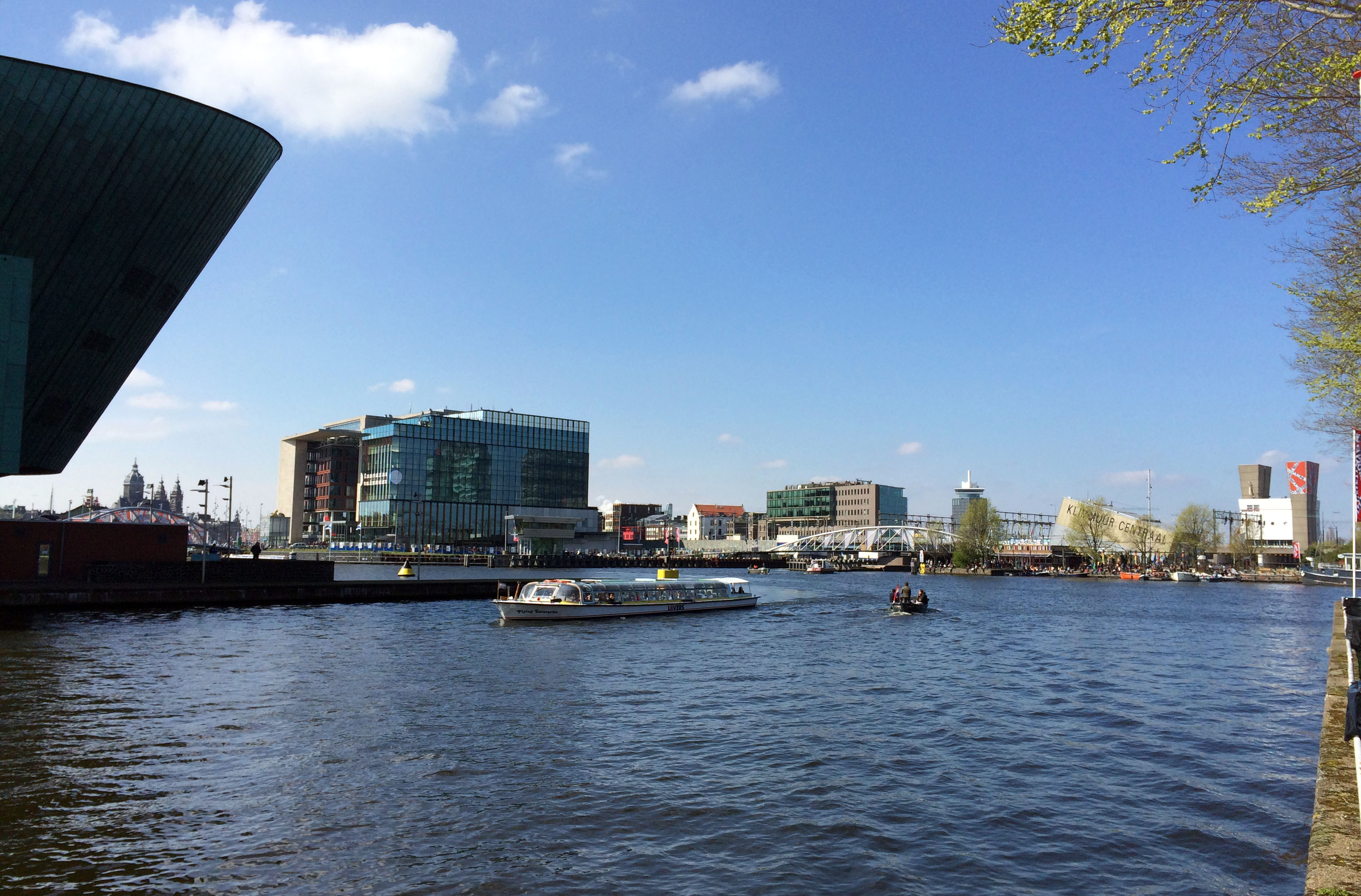
Vue de l'Oosterdok en direction de la gare centrale d'Amsterdam.

L'Oosterdok est un plan d'eau de la capitale néerlandaise d'Amsterdam situé au nord-est de l'arrondissement de Centrum et relié à l'IJ par le nord. Il est créé en 1832 à la suite de la construction de la Oosterdoksdam, digue qui permet de séparer le nouveau bassin des eaux de l'IJ, alors toujours relié au Zuiderzee et soumise aux phénomènes de marée. La construction de la digue fait émerger deux îles, l'Oosterdok à l'est et le Westerdok à l'ouest. La gare centrale d'Amsterdam est construite sur l'île d'Oosterdok entre 1881 et 1889, quelques années après la mise en place de la ligne de chemin de fer en 1874.
L'Oosterdok fait l'objet de plusieurs campagnes de travaux importantes. Au cours des années 1960, le IJ-tunnel reliant le centre de la ville à Amsterdam-Noord y est creusé. Le NEMO, musée scientifique d'Amsterdam, y est également construit en 1997, suivi de la Openbare Bibliotheek Amsterdam (OBA) en 2007 et du conservatoire d'Amsterdam en 2008. 